# کایلویل (اوهایو)
کایلویل (به انگلیسی: Kileville) یک منطقهٔ مسکونی در ایالات متحده آمریکا است که در شهرستان مدیسون، اوهایو واقع شده‌است. کایلویل ۲۸۹ متر بالاتر از سطح دریا واقع شده‌است.